# 克萊德 (紐約州)
克萊德（英語：Clyde）是位於美國紐約州韋恩縣的村。

## 人口
根據2020年美國人口普查的數據，克萊德的面積為5.85平方千米，當中陸地面積為5.69平方千米，而水域面積為0.15平方千米。當地共有人口2171人，而人口密度為每平方千米371人。